# 阿尔马桥

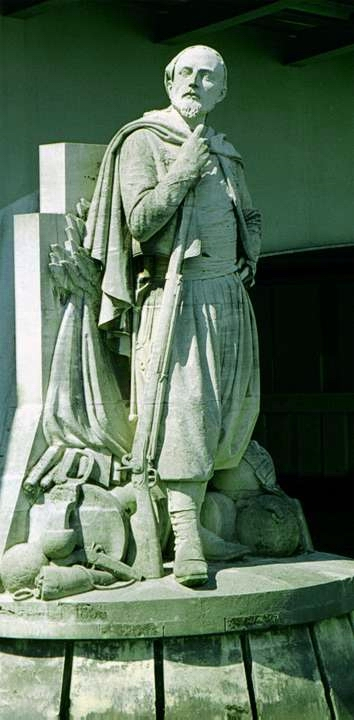
轻步兵雕像

阿尔马桥（法語：Pont de l'Alma，發音：[pɔ̃ də lalma]）是法國巴黎塞纳河上的一座拱桥，得名于克里米亚战争期间的阿尔马河战役（1854年9月20日），法國和英國鄂圖曼联军战胜俄国军队。桥长153米，宽42米。

## 历史
阿尔马桥最初建于1854年和1856年之间。1856年4月2日拿破仑三世为其揭幕。当时，桥梁的每一个码头都装饰有军事人物雕像：轻步兵、掷弹兵、前卫和炮兵。 
对于巴黎人，这座桥在塞纳河发洪水时可作为水位测量仪和水坝，由于其轻步兵雕像。当塞纳河的水面到达轻步兵雕像的脚部时，关闭河堤的行人通道。当水到达雕像的大腿时，河流不可通航。1910年塞纳河大洪水期间，水面到达轻步兵雕像的肩部。 
不过，法国官方使用了图尔奈桥来衡量洪水水位，而不是阿尔马桥。 1970-1974年，该桥彻底重建，因为过于狭窄，不适应日益繁忙的交通。重建后，只保留了轻步兵雕像。前卫迁往温森斯的格拉韦勒要塞，掷弹兵雕像迁往第戎，炮兵迁往拉費爾。
1997年8月31日，前英国皇太子妃戴安娜和多迪·法耶兹在该桥附近車行隧道遭遇车祸身亡。桥北端的自由之火已成为非官方的纪念地。